# Franca Mantelli
Franca Mantelli (Frassineto Po, 20 settembre 1947) è un'attrice italiana.

## Biografia
Diplomata all'Accademia d'Arte Drammatica Piccolo Teatro di Milano, nel 1961 partecipa al concorso di Miss Italia.   
Diventa attrice nel 1963 recitando prima in teatro con Strehler ne Il gioco dei potenti e I giganti della montagna al Piccolo Teatro di Milano; con Bolchi in Peer Ghint; con C. Fico in Molto rumore per nulla; con A. Madau Diaz in Camera degli sposi, nella compagnia La Scala di Milano. In seguito lavora in numerosi sceneggiati e film per la televisione per poi passare dalla metà degli anni '70, al cinema dove interpreta ruoli in alcune commedie sexy.     
Dal 1978 al 1983 partecipa a diversi programmi TV come: Macario più con Erminio Macario, Carissimi, la nebbia agli irti colli, Happy Circu's, Patatrac con Franco Franchi, Ciccio Ingrassia e La porta magica con Renato Rascel.   
Alla fine degli anni '80, decise di ritirarsi dalla recitazione e diventa una prestigiatrice professionista frequentando il “Clam”, un circolo di arte magica di cui diviene socia con il nome di Trombolino o Maga Francis.

## Filmografia parziale

### Cinema
- Storie di vita e malavita (Racket della prostituzione minorile), regia di Carlo Lizzani e Mino Giarda (1975)
- Il cav. Costante Nicosia demoniaco ovvero: Dracula in Brianza, regia di Lucio Fulci (1975)
- Quella provincia maliziosa, regia di Gianfranco Baldanello (1975)
- Allegro non troppo, regia di Bruno Bozzetto (1976)
- San Babila ore 20: un delitto inutile, regia di Carlo Lizzani (1976)
- ...e tanta paura, regia di Paolo Cavara (1976)
- Stangata in famiglia, regia di Franco Nucci (1976)
- Frou-frou del tabarin, regia di Giovanni Grimaldi (1976)
- Saxofone, regia di Renato Pozzetto (1978)
- Belli e brutti ridono tutti, regia di Domenico Paolella (1979)
- Una donna di notte, regia di Nello Rossati (1979)
- Dove vai se il vizietto non ce l'hai?, regia di  Marino Girolami (1979)
- Supersexymarket, regia di Mario Landi (1979)
- Assassinio sul Tevere, regia di Bruno Corbucci (1979)
- Il viziaccio, regia di Mario Landi (1980)
- La ripetente fa l'occhietto al preside, regia di Mariano Laurenti (1980)
- La settimana bianca, regia di Mariano Laurenti (1980)
- L'onorevole con l'amante sotto il letto, regia di Mariano Laurenti (1981)
- Pierino contro tutti, regia di Marino Girolami (1981)
- Pierino colpisce ancora, regia di Marino Girolami (1982)
- Biancaneve & Co..., regia di Mario Bianchi (1982)
- Il sommergibile più pazzo del mondo, regia di Mariano Laurenti (1982)

### Televisione
- Il mulino del Po, regia di Sandro Bolchi - serie TV (1963)
- L'immagine, regia di Claudio Fino - film TV (1963)
- Il vero Giacobbe, regia di Italo Alfaro - film TV (1965)
- La nemica, regia di Claudio Fino - film TV (1966)
- I promessi sposi, regia di Sandro Bolchi - serie TV (1967)
- Il processo di Santa Teresa del Bambino Gesù, regia di Vittorio Cottafavi - film TV (1967)
- Breve gloria di mister Miffin, regia di Anton Giulio Majano - serie TV (1967)
- La freccia nera, regia di Anton Giulio Majano - serie TV (1968)
- Marcovaldo, regia di Giuseppe Bennati - serie TV (1970)
- Centostorie - serie TV (1970)
- Il dio di Roserio, regia di Pino Passalacqua - film TV (1971)
- I tromboni, regia di Raffaele Meloni - film TV (1971)
- Il bivio, regia di Domenico Campana - serie TV (1972)
- Ah l'amore!, regia di Beppe Recchia - programma TV (1973)
- Il commissario De Vincenzi, regia di Mario Ferrero - serie TV (1974)
- Marco Visconti, regia di Anton Giulio Majano - serie TV (1975)
- Quello della porta accanto, regia di Stefano De Stefani - serie TV (1975)
- Gamma, regia di Salvatore Nocita - serie TV (1975)
- Camilla, regia di Sandro Bolchi - miniserie TV (1976)
- La mia vita con Daniela, regia di Domenico Campana - miniserie TV (1976)
- Il superspia, regia di Eros Macchi - miniserie TV (1977)
- Valentina, una ragazza che ha fretta, regia di Vito Molinari - film TV (1977)
- Quasi davvero, regia di Marcello Aliprandi - serie TV (1978)
- Ricatto internazionale, regia di Dante Guardamagna - serie TV (1978)
- Macario più, regia di Vito Molinari - programma TV (1978)
- Morte a passo di valzer, regia di Giovanni Fago - serie TV (1979)
- Carissimi, la nebbia agli irti colli, regia di Guido Tosi - programma TV (1979)
- Happy Circus, regia di Adolfo Lippi - programma TV (1981)
- Patatrac, regia di Gianni Boncompagni - programma TV (1982)
- La porta magica, regia di Silvio Ferri - programma TV (1983)
- Melodramma, regia di Sandro Bolchi - serie TV (1984)
- Atelier, regia di Vito Molinari - serie TV (1987)
- L'ombra della spia, regia di Alessandro Cane - film TV (1988)